# Société impériale russe d'archéologie
La société impériale russe d'archéologie (en russe : Императорское Русское Археологическое общество) ou Société russe d'archéologie (originellement : société d'archéologie et de numismatique) est une société scientifique de l'Empire russe, créée à Saint-Pétersbourg en 1846.

## Histoire

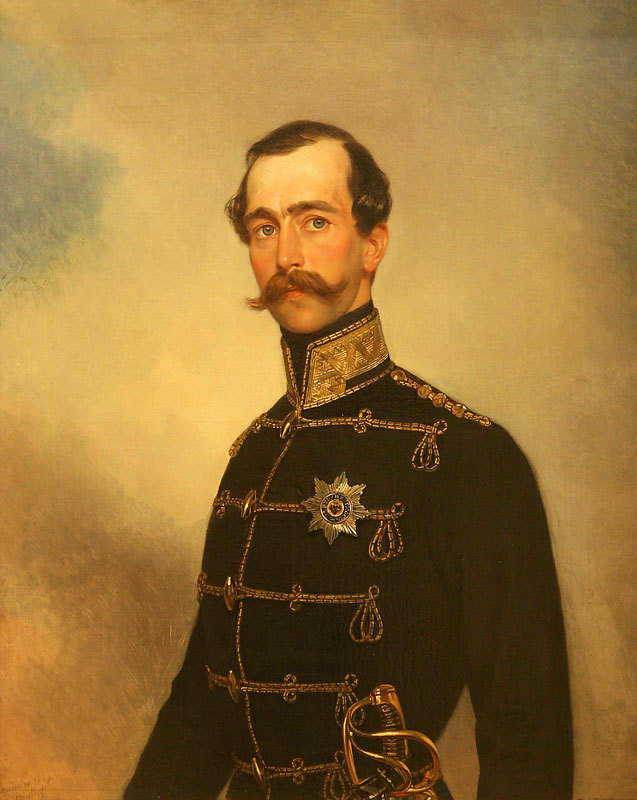
Maximilian Leuchtenberg, premier président de la Société impériale russe d'archéologie.

Le 15 mai 1846, Maximilien de Leuchtenberg devient le premier président de la société et reçoit la permission de l'empereur d'approuver les statuts de la société d'archéologie-numismatique. Les articles des statuts sont publiés dans la revue publiée à partir de 1847 en français et en allemand. À la demande du comte Alexeï Ouvarov, la décision est prise d'allouer annuellement un montant de 3 000 roubles pour le fonctionnement de la Société. En 1851, le comte Dimitri Nikolaïevitch Bloudov devient vice-président. Après la mort du duc de Leuchtenberg, c'est le grand-duc Constantin Nikolaïevitch de Russie qui devient président de la société. Après la révolution d'Octobre, en 1924 la société devient l'Institut d'archéologie de l'académie des sciences de Russie.

## Activités scientifiques
Les recherches les plus précieuses organisées par la société ont été celles relatives à l'excavation de tumuli funéraires effectués sur la rivière Lovat en 1871 et dans le lac Ladoga entre 1879 et 1884. 

## Éditions
- Premier rapport de la société archéologique et numismatique de Saint-Pétersbourg . Réunions 1-5. — Saint-Pétersbourg., 1847.
- Mémoires de la société archéologique et de numismatique de Saint-Pétersbourg (1847-1852). — Réunions. 1—6.
- Notes de la société archéologique et numismatique de Saint-Pétersbourg (1847—1858) — 14 tomes.
- Nouvelles de la société russe d'archéologie. Tome 1-10. — Saint-Pétersbourg., 1859—1884.
- Notes de la société archéologique russe. — Saint-Pétersbourg., 1886—1902 — 12 tomes.

## Collaborateurs réputés
- Vladimir Glazov
- Ivane Djavakhichvili
- Nikodim Kondakov
- Peter Lerch
- Nicolas Roerich
- Joseph Elian Sarkis
- Viktor von Rosen
- Michael Rostovtzeff
- Serge Alexandrovitch de Russie
- Ivan Tolstoï
- Max Vasmer
- Alexeï Chtchoussev